# Alton (Iowa)
Alton – miasto w Stanach Zjednoczonych, w stanie Iowa, w hrabstwie Sioux.

## Demografia
W 2000 roku liczyło 1095 mieszkańców. W 2023 roku liczba mieszkańców wzrosła do 1243 osób, a gęstość zaludnienia przekroczyła 318 osób/km².